# Севернортска струја
Севернортска струја (или Нордкапска струја) је источни крак Норвешке струје који се од Северног рта креће према истоку. Пролази ободом полуострва Кола и наставља у Карско море где се губи и нестаје. Захвљаљујући овој струји северне руске луке Архангелск и Мурманск су једине које се не залеђују, и имају омогућену пловидбу током целе године. Температура воде је око 2—4° С.